# امرأة خطرة (فلم 1993)
امرأة خطرة (بالإنجليزية: A Dangerous Woman) هو فيلم دراما وفيلم رومانسي أُصدر في 3 ديسمبر 1993. الفيلم من إنتاج أمبلين للترفيه، ومن توزيع غرامرسي بيكتشرز، وقد أخرجه ستيفن جيلينهال، وكَتَبت السيناريو نعومي فونر جيلينهال. الفيلم مقتبسٌ من امرأة خطرة من تأليف ماري مكغيري موريس.

## القصة
مارثا هورغان (ديبرا وينجر) هي امرأة منعزلة ومعاقة عقليًا تعيش مع خالتها فرانسيس (باربرا هيرشي). إحدى سمات مارثا غير العادية هي أنها لا تكذب، وهي صفة تؤدي إلى طردها من متجر للتنظيف الجاف بفضل تصرفات جيتسو الماكرة (ديفيد ستراثيرن). يبدو أن الصراع يتبع مارثا، لأنها أصبحت أيضًا متورطة بشكل رومانسي مع رجل الإصلاح المحلي، ماكي (غابرييل بيرن)، الذي له علاقة مع فرانسيس أيضًا.

## طاقم التمثيل
- ديبرا وينجر
- كلو ويب
- جيك جيلنهال
- ديفيد ستراثيرن
- جون تيري
- بول بيولي
- ماغي جيلنهال
- لوري ميتكاف
- جون تيري
- باربرا هيرشي
- غابريل بيرن
- ريتشارد ريلي.

## الإنتاج

### التصوير
صوّر الفيلم في لوس أنجلوس، وكان روبرت إلسويت مديرًا لتصوير الفيلم.

### الموسيقى
موسيقى الفيلم التصويرية من تلحين كارتر بورول.

## الاستقبال

### الجوائز والترشيحات
الجوائز
الترشيحات
- جائزة غولدن غلوب لأفضل ممثلة - فيلم دراما، المُرشَّح: ديبرا وينجر، في: حفل توزيع جائزة غولدن غلوب الحادي والخمسون

## وصلات خارجية
- مقالات تستعمل روابط فنية بلا صلة مع ويكي بيانات